# Mariah Carey
Mariah Carey (IPA: [məˈraɪə ˈkɛəɹi]; Huntington, 27 marzo 1969) è una cantautrice, attrice e produttrice discografica statunitense.
Con oltre 220 milioni di album venduti in tutto il mondo, è annoverata fra gli artisti di maggior successo nella storia della popular music. Insieme ad altre artiste durante gli anni novanta, ha contribuito all'ascesa della musica hip hop: con il brano Fantasy del 1995 ha reso popolari le collaborazioni tra cantanti e rapper, divenute sempre più comuni nell'industria discografica.
È la cantautrice con più dischi venduti negli anni novanta, con 467 settimane nella Billboard Hot 100 e 21 hit certificate (superando, in quel decennio, Madonna e le sue 355 settimane in classifica). I suoi album in studio, dal 1990 a oggi, hanno sempre raggiunto la top 5 della Billboard 200, mentre i suoi singoli sono tutti entrati nella Billboard Hot 100.
In virtù della sua estensione vocale che raggiunge le 5 ottave, è stata soprannominata Queen of Melisma e SongBird Supreme. È anche nota come Queen of Christmas per via della sua hit natalizia All I Want for Christmas Is You, brano del 1994 che ogni anno torna in vertice alle classifiche nel periodo del Natale.
Nel 2014 è stata eletta dal settimanale Time la cantautrice donna più popolare di sempre, mentre nel 2015 è stata insignita di una stella sulla Hollywood Walk of Fame. Si è aggiudicata 6 Grammy Awards (includendo il Grammy speciale Global Impact Award alla carriera come icona di impatto globale vinto nel 2024), 19 World Music Awards, 10 American Music Awards e 89 candidature ai Billboard Music Awards di cui 31 vinti. È stata inoltre nominata Best Selling Female Artist of Millennium. Insieme con Michael Jackson ha ricevuto il premio come artista femminile del millennio, che la incorona come l’artista più venduta. Con l'arrivo di All I Want for Christmas Is You in cima alla Billboard Hot 100, ha esteso il suo record di 19 singoli numero uno nella classifica, più di qualsiasi altro artista solista.

## Biografia

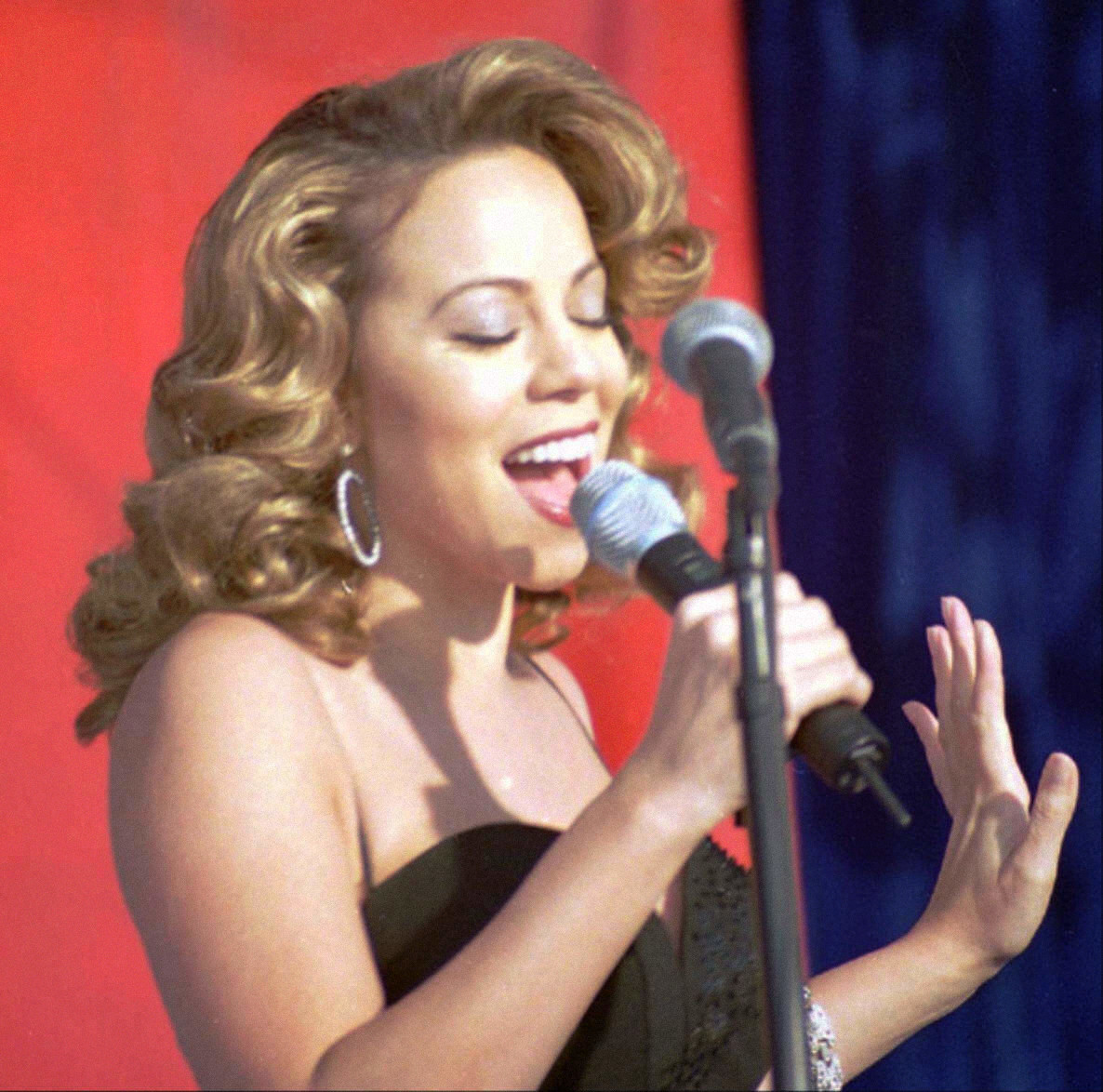
Mariah Carey nel 1998

Terzogenita di Patricia Hickey, cantante lirica di origini irlandesi, e di Alfred Roy Carey, ingegnere aerospaziale di origini venezuelane. Il suo nome deriva dalla canzone (And They Call the Wind) Mariah, dal musical Paint Your Wagon. Il cognome Carey è stato adottato dal nonno venezuelano, Francisco Núñez, dopo essere emigrato a New York. Mariah Carey ha una sorella di nome Alison e un fratello di nome Morgan, che hanno entrambi circa dieci anni più di lei. Si trasferirono in varie zone dello Stato di New York. Successivamente, i genitori di Mariah, quando lei aveva solo tre anni, divorziarono.
Dopo il divorzio, Mariah ebbe pochi contatti con suo padre mentre fu la stessa madre Patricia a istruirla nel canto, dopo che la piccola l'aveva imitata nel cantare in italiano la celebre opera di Giuseppe Verdi Rigoletto. Mariah Carey si esibì per la prima volta in pubblico alle elementari, e iniziò a scrivere canzoni proprie alle medie. Mariah si diplomò alla Harborfields High School a Greenlawn (New York), anche se era spesso assente perché impegnata a registrare demo in alcuni studi di registrazione locali. La sua fama nella scena musicale di Long Island le diede l'opportunità di lavorare con musicisti come Gavin Christopher e Ben Margulies, con cui scrisse materiale per il suo demo. Dopo essersi trasferita a New York, Mariah cominciò a svolgere numerosi lavori per pagarsi l'affitto e completare le 500 ore di scuola di bellezza. Successivamente, diventò cantante di supporto per Brenda K. Starr.

## Carriera

### Gli inizi
Una delle prime registrazioni in studio di Mariah risale al 1987, quando incise la demo del brano Weakness of The Body, scritta da Ken Cedar nel 1986 per Brenda K. Starr. Ma alla fine il brano venne registrato e pubblicato dalla cantante Judy Torres che lo inserì nel suo album di esordio Love Story del 1989.
Nel 1988 Carey incontrò a una festa il capo della Columbia Records Tommy Mottola, e Brenda Starr gli consegnò il demo della collega. Mottola ascoltò il nastro, e apprezzò le canzoni. Cercò di rintracciare Mariah, ma lei se n'era già andata. Tuttavia Mottola la rintracciò e la convinse a firmare un contratto.

### 1990 - 1992: i primi successi,Mariah CareyedEmotions
Mariah Carey fu coautrice di tutti i brani provenienti dal suo album di esordio omonimo, Mariah Carey, pubblicato nel 1990 dalla Columbia Records. Il disco esordì alla posizione numero ottanta della Billboard 200. Dopo un solo mese l'album raggiunse la top 10 (6º posto in salita dal 13º), arrivando successivamente alla posizione numero uno (confermandola per undici settimane consecutive) diventando un grandissimo successo. Nel 1991 fu l'album più venduto con oltre 4 milioni di copie negli Stati Uniti d'America. A oggi, l'album ha ottenuto molte certificazioni, tra le quali nove volte Platino (Stati Uniti), sette volte Platino (Canada) e Platino (Regno Unito). Inoltre tutti i quattro singoli pubblicati in America del Nord: Vision of Love, Love Takes Time, Someday e I Don't Wanna Cry raggiunsero la massima posizione nella Billboard Hot 100. La cantautrice divenne subito una delle dive più celebri negli Stati Uniti d'America. I critici stimarono molto l'album, inoltre Mariah vinse due Grammy Awards come miglior artista esordiente e miglior interpretazione vocale pop femminile, grazie al singolo d'esordio Vision of Love.
Nel 1991 pubblica il suo secondo disco: Emotions dove, a differenza dell'album di esordio, Mottola accettò che Mariah producesse i propri pezzi. Per la produzione dell'album collaborò con Walter Afanasieff e il gruppo C+C Music Factory. Il disco esordì alla posizione numero quattro della Billboard 200. La settimana successiva rimase al 4º posto e trascorse tre mesi nei primi dieci posti. L'album raggiunse la top 10 in numerosi Stati: Australia, Nuova Zelanda, Norvegia, Paesi Bassi, Canada, Giappone e Regno Unito decretandone il successo. A oggi, l'album ha ottenuto molte certificazioni, tra le quali quattro volte Platino (Stati Uniti) e (Canada) e Platino (Regno Unito). Dall'album vengono estratti tre singoli: Emotions, che raggiunge il primato nella Billboard Hot 100 (confermandolo per tre settimane consecutive), Can't Let Go e Make It Happen che si posizionano, nella stessa classifica, rispettivamente al 2º e 5º posto. Nel 1992, sulla scia del successo dei suoi precedenti album, pubblica il suo primo extended play (EP) e finora unico album live MTV Unplugged. Il disco esordì alla posizione numero otto della Billboard 200. L'EP rimase due mesi nei primi dieci posti e raggiunse come posizione massima la terza. Il disco raggiunge la posizione numero uno in Nuova Zelanda. e nei Paesi Bassi. A oggi l'album ha ottenuto molte certificazioni, tra le quali tre volte Platino (Stati Uniti), due volte Platino (Paesi Bassi) e Platino (Canada). Oltre alle versioni acustiche di alcune sue prime canzoni, Mariah Carey eseguì dal vivo anche una cover dei The Jackson 5, I'll be There, insieme con Trey Lorenz. Pubblicato come singolo, questo duetto arrivò al primo posto (confermandolo per un mese intero) in classifica negli Stati Uniti d'America. Dall'album viene estratto un secondo singolo dal titolo If It's Over, inizialmente scritto per l'album precedente, che entrò esclusivamente nella classifica dei Paesi Bassi.

### 1993 - 1996: i successi mondialiMusic Box,Merry ChristmaseDaydream

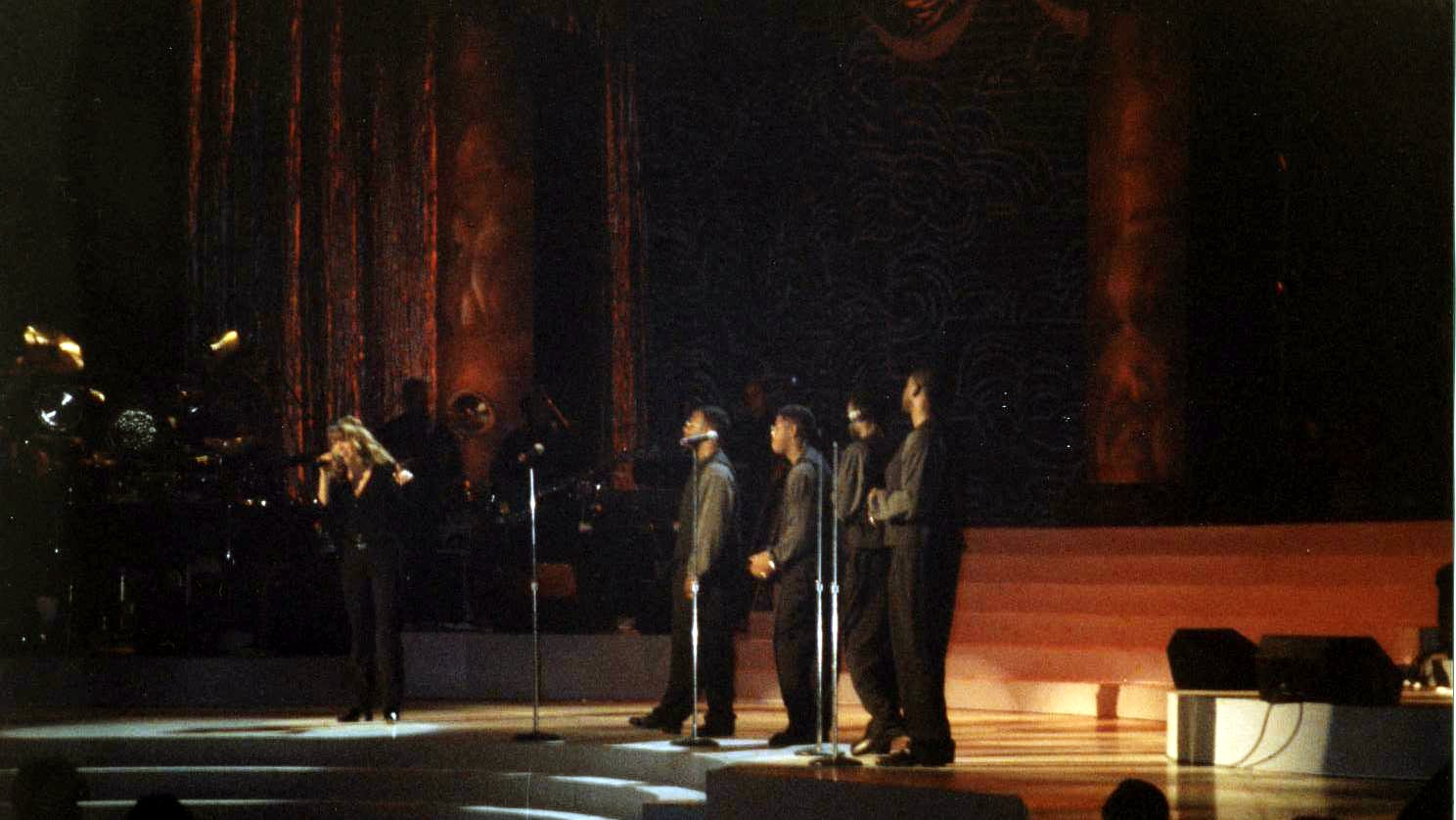
Mariah Carey al Madison Square Garden nel 1995

Mariah, legata sentimentalmente a Tommy Mottola sin dai tempi delle prime registrazioni, lo sposò nel giugno del 1993.
Babyface, Robert Clivilles e David Cole furono chiamati per la realizzazione di Music Box, il terzo album di Mariah, pubblicato alla fine dello stesso anno. Il disco esordì alla posizione numero due della Billboard 200. La settimana successiva rimase al 2º posto e trascorse più di cinque mesi nei primi dieci posti. Nella sua 15ª settimana di presenza, l'album raggiunse il primo posto nella Billboard 200 e vi rimase per un totale di otto settimane (non consecutive). L'album raggiunse il primato in molti Stati: Australia, Paesi Bassi, Regno Unito, Austria, Francia, Germania e Svizzera. Inoltre è attualmente l'ottavo album più venduto di un artista non-giapponese nel medesimo Stato con una vendita pari a più di due milioni di copie. A oggi, l'album ha ottenuto molte certificazioni, tra le quali Diamante (Stati Uniti e Francia), undici volte Platino (Australia) e sette volte Platino (Canada). Music Box è tuttora l'album più venduto di Mariah Carey con oltre 35 milioni di copie vendute, ed è uno degli album più venduti da un'artista. Il primo singolo estratto fu Dreamlover che rimase per due mesi al 1º posto nella Billboard Hot 100. Successivamente furono pubblicate due ballate: Hero che giunse alla massima posizione (detenendola per un mese) nella classifica statunitense e la reinterpretazione Without You, che si fermò sul gradino più basso del podio negli Stati Uniti ma nel resto del mondo fu il singolo di maggior successo della cantautrice . Il brano raggiunse, infatti, la 1ª posizione in Nuova Zelanda, Paesi Bassi, Svizzera, Svezia, Austria, Germania, Irlanda e Regno Unito. Anytime You Need a Friend fu l'ultimo singolo tratto dall'album, esordì alla posizione numero quarantacinque della Billboard Hot 100 e raggiunse come massima posizione la 12ª (diventando il primo singolo di Mariah Carey a non entrare almeno nei primi cinque posti).
Dopo il successo mondiale del precedente album, Mariah duettò con Luther Vandross nella reinterpretazione Endless Love che si posizionò al secondo posto della Billboard Hot 100 e raggiunse la vetta (mantenendola per cinque settimane consecutive) in Nuova Zelanda. Nel novembre del 1994, Carey pubblicò l'album Merry Christmas. Il disco esordì alla posizione numero trenta della Billboard 200. Nella sua terza settimana di presenza consecutiva, l'album è entrato nella top ten (7º posto in salita dal 13º) ma non superò mai la terza posizione. L'album raggiunse la prima posizione in Giappone ed è tuttora il quarto album più venduto di un artista non giapponese nello stesso Stato. A oggi il disco, oltre ad avere ottenuto numerose certificazioni, ha venduto più di 15 milioni di copie nel mondo divenendo così il disco natalizio più venduto di tutti i tempi. Dall'album vengono estratti due singoli: All I Want for Christmas Is You che è attualmente la 1ª hit natalizia più venduta (del secolo scorso) nell'era digitale e la reinterpretazione Joy to the World che entrò esclusivamente nella classifica australiana. Il 3 ottobre 1995 pubblica il suo quarto disco: Daydream dove, a differenza del precedente album, vi era l'utilizzo di un mix tra R&B moderno e hip hop. Il disco esordì alla posizione numero uno della Billboard 200. La settimana successiva rimase al 1º posto e trascorse ventinove settimane nei primi dieci posti (tra cui sei al primo posto). L'album raggiunse il primato in molti Stati: Australia, Paesi Bassi, Nuova Zelanda, Germania, Giappone, Portogallo, Regno Unito e Svizzera. Inoltre, è attualmente il terzo album più venduto di un artista non giapponese nel medesimo Stato con una vendita pari a più di due milioni di copie. A oggi l'album ha ottenuto molte certificazioni, tra le quali Diamante (Stati Uniti), sette volte Platino (Canada) e due volte Platino (Francia e Regno Unito) e ha venduto nel mondo più di 31 milioni di copie. Il primo singolo estratto fu Fantasy che esordì direttamente al primo posto nella Billboard Hot 100 e divenne la seconda canzone (la prima per una donna) a entrare alla numero uno nello stesso Stato. Successivamente furono pubblicati: One Sweet Day un duetto coi Boyz II Men che rimase in vetta per sedici settimane nella classifica statunitense (dal 2 dicembre 1995 al 16 marzo 1996), stabilendo un record che rimase imbattuto fino al 2019; Always Be My Baby che raggiunse il primato nella medesima classifica (detenendolo per due settimane consecutive); la reinterpretazione Open Arms che vendette oltre centomila copie nel Regno Unito.

### 1997 - 2000: la svolta conButterflyeRainbow
Mariah Carey e Mottola si separarono nel 1997. Benché l'immagine pubblica del matrimonio apparisse tranquilla, la cantautrice spiegò che in realtà il rapporto con il manager era divenuto burrascoso e il divorzio avvenne nel 1998.
Nel settembre del 1997, durante le pratiche di separazione da Mottola, Carey pubblicò il suo sesto album dal titolo: Butterfly. Il disco esordì direttamente al primo posto della Billboard 200. L'album trascorse tre mesi nei primi dieci posti e cinquantacinque settimane nei primi duecento. A oggi, l'album ha ottenuto molte certificazioni, tra le quali cinque volte Platino (Stati Uniti), due volte Platino (Canada e Australia) e Platino (Giappone). Dall'album furono estratti ben cinque singoli: Honey, Butterfly, The Roof (Back in Time), Breakdown e My All. Di questi, Honey e My All furono gli unici a raggiungere il primo posto nella Billboard Hot 100. La critica accolse l'album come uno dei migliori se non il migliore in assoluto di Carey. Durante la produzione di Butterfly, Mariah si legò sentimentalmente a Derek Jeter, della squadra di baseball New York Yankees, ma la loro relazione terminò l'anno successivo.

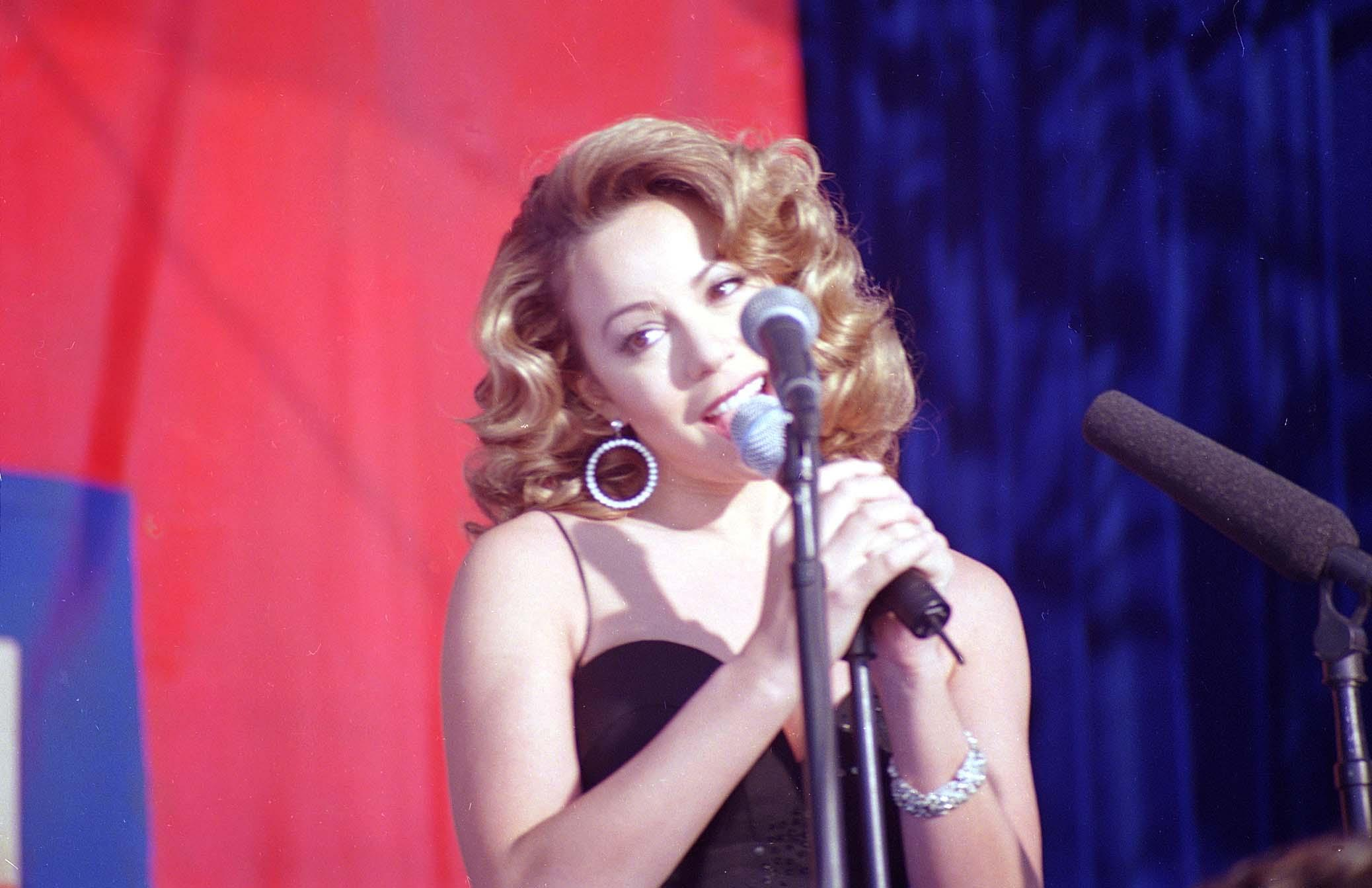
Mariah Carey nel 1998

Nel 1998 fu pubblicata la sua prima raccolta di successi #1's, che includeva i tredici singoli arrivati, sino a ora, al primo posto nella classifica statunitense e quattro inediti. Il disco esordì alla posizione numero quattro della Billboard 200. La raccolta rimase un mese e mezzo nei primi dieci posti e rientrò due volte in classifica. Inoltre è attualmente il primo album più venduto di un artista non giapponese nel medesimo Stato con una vendita pari a più di tre milioni di copie. A oggi, l'album ha ottenuto molte certificazioni, tra le quali cinque volte Platino (Stati Uniti), tre volte Platino (Canada) e due volte Platino (Francia) e ha venduto oltre 18 milioni di copie nel mondo. Dalla raccolta furono estratti tutti e quattro gli inediti presenti: Sweetheart, When You Believe, I Still Believe e Theme from Mahogany (Do You Know Where You're Going To). Di questi, When You Believe, vincitrice di un Oscar e colonna sonora di Il principe d'Egitto, fu l'unico a raggiungere il successo mondiale mentre I Still Believe fu l'unico a raggiungere i primi dieci posti nella Billboard Hot 100, fermandosi al 4º. Nello stesso anno prese parte al programma televisivo di beneficenza VH1 Divas, assieme ad Aretha Franklin, Céline Dion, Gloria Estefan e Shania Twain.
Nel 1999 pubblicò il suo settimo disco: Rainbow. Per l'elaborazione dell'album collaborò con diversi produttori di musica hip hop e R & B come Jay-Z, P. Diddy, Terry Lewis, Usher, Snoop Dogg, Missy Elliott, Jermaine Dupri e Brian Michael Cox. Il disco esordì alla posizione numero due della Billboard 200. La settimana successiva rimase al 2º posto e trascorse un mese e mezzo nei primi dieci posti. L'album raggiunse la top 10 in numerosi Stati: Australia, Paesi Bassi, Canada, Giappone, Regno Unito, Svizzera, Austria, Germania, Belgio (Vallonia) e il primo posto in Francia, decretandone il successo mondiale. A oggi, l'album ha ottenuto molte certificazioni, tra le quali tre volte Platino (Stati Uniti) e due volte Platino (Canada). Dall'album vengono estratti cinque inediti (di cui quattro duetti): Heartbreaker, Thank God I Found You, Can't Take That Away (Mariah's Theme), Crybaby e Against All Odds (Take a Look at Me Now). I duetti con Jay-Z e 98 Degress & Joe raggiunsero il primato nella Billboard Hot 100, quello con Snoop Dogg si fermò al 28º posto mentre la reinterpretazione Against All Odds (Take a Look at Me Now) esordì al primo posto nel Regno Unito (rimanendovi per due settimane consecutive) e vendendo oltre 370 000 copie.

### 2001 - 2004: gli anni della crisi emotiva,GlittereCharmbracelet
Dopo aver ricevuto il premio, dalla rivista Billboard, come artista del decennio e il World Music Award come artista femminile del millennio, Carey rescisse il contratto con la Columbia Records e ne firmò un altro da 80 milioni di dollari con la Virgin Records. Nel luglio del 2001 molte fonti riportarono che la cantautrice fosse alle prese con l'esaurimento fisico ed emozionale a causa del fatto che lavorasse, a suo dire, troppo. Durante un'apparizione al programma Total Request Live, Mariah cominciò a distribuire ghiaccioli al pubblico e si spogliò: successivamente fu condotta in un ospedale psichiatrico di Los Angeles mentre Cindi Berger, portavoce di Carey, annunciò che la star avrebbe dovuto cancellare le prime interviste TV per il lancio del nuovo disco, a data da destinarsi.
L'11 settembre 2001 pubblicò il suo ottavo album, intitolato Glitter. L'album, ispirato dalla musica degli anni ottanta, esordì al settimo posto nella Billboard 200 e resistette solo tre mesi nei primi duecento. In Europa, l'album riuscì a raggiungere la top 10 in molti Stati: Germania, Svizzera, Francia, Belgio (Fiandre), Italia, Regno Unito e il primo in Giappone ma le vendite non raggiunsero quelle dei dischi precedenti. Il disco ottenne solo tre certificazioni: Platino (Stati Uniti) e Oro (Francia e Svizzera). Anche il film dello stesso titolo ebbe risultati molto negativi. Il film avendo come budget ventidue milioni, ne incassò solo cinque. Inoltre, la cantautrice fu premiata ai Razzie Awards come peggior attrice protagonista. Loverboy, primo singolo estratto dall'album, raggiunse il secondo posto della Billboard Hot 100 (mantenendolo per due settimane consecutive),. Don't Stop (Funkin' 4 Jamaica), Never Too Far e Reflections (Care Enough), gli altri tre singoli estratti dall'album, raggiunsero scarsissimi risultati di vendita, solo Never Too Far riuscì a raggiungere i primi cento posti nella Billboard Hot 100, fermandosi all'81º.
Archiviato Glitter, la Columbia pubblicò Greatest Hits, che entrò nei primi dieci posti in Danimarca, Giappone e Regno Unito, nonostante l'album non contenesse alcun inedito. A oggi, la raccolta ha ottenuto numerose certificazioni sia Platino (Brasile, Irlanda, Regno Unito e Stati Uniti) sia Oro (Australia, Hong Kong e Francia). Il 7 gennaio 2002, la Virgin liquidò il contratto con Carey per 28 milioni di dollari, danneggiando la sua immagine. Nel maggio stesso anno, firmò un contratto da 20 milioni di dollari con la Island Records e fondò l'etichetta MonarC. In quel periodo suo padre morì di cancro.
Dopo aver preso parte al film Scelte d'onore, Carey pubblicò il suo nono album: Charmbracelet. L'album esordì al terzo posto nella Billboard 200 e resistette poco più di cinque mesi nei primi duecento. L'album raggiunse la top 10 solo in Svizzera e Giappone. A oggi, l'album ha ottenuto una sola certificazione Platino (Stati Uniti), mentre molte Oro (Svizzera, Brasile, Canada, Francia, Hong Kong e Regno Unito) e ha venduto oltre 4 milioni di copie nel mondo. Through the Rain, primo singolo estratto dall'album, si fermò all'81º posto nella Billboard Hot 100 mentre raggiunse i primi dieci posti in Italia, Paesi Bassi, Svizzera, Svezia e Canada. Dall'album furono estratti altri due singoli: Boy (I Need You) e la cover Bringin' on the Heartbreak, ma entrambi non entrarono nella Billborad Hot 100. Nel 2003, prese parte al brano I Know What You Want in duetto con Busta Rhymes e contenuto nell'album di quest'ultimo, It Ain't Safe No More. Il singolo fu un successo e raggiunse il terzo posto nella Billboard Hot 100 (detenendolo per tre settimane consecutive). Alla fine dello stesso anno, la Columbia e la Island pubblicarono il primo e finora unico album di remix della cantautrice , The Remixes. Il disco esordì al 26º posto nella Billboard 200 e vendette quasi duecentomila copie. Durante il Charmbracelet World Tour, Mariah ricevette lo Chopard Diamond Award per aver venduto più di 190 milioni di dischi in tutto il mondo.

#### La faida con Jennifer Lopez
Nel 2001, durante l'ultimo disco sotto la casa discografica dell'ormai ex marito Tommy Mottola, Carey vive un periodo tremendo a causa del clima teso e della convinzione della cantautrice (che si rivelò poi fondata) che buona parte dei suoi progetti musicali in corso e futuri le venissero sottratti da Mottola per venderli ad altre artiste e poter rimpiazzare Carey, pronta a cambiare casa discografica a fine contratto. Il 16 ottobre 2001, la cantante Jennifer Lopez pubblica il singolo I'm Real, che raggiunge la vetta della Billboard Hot 100. La canzone contiene all'interno una demo registrata dalla stessa Carey, Glitter. Successivamente l'accusa viene confermata dallo stesso produttore: Gotti ha prodotto la canzone usando un sample di Firecracker della Yellow Magic Orchestra. Precedentemente questo campionamento era stato già richiesto, per la prima volta, da Mariah Carey per un brano della colonna sonora di Glitter, e solo un mese dopo Lopez avrebbe chiesto i diritti per il suo pezzo, secondo la casa discografica. Gotti ha dichiarato in un'intervista a XXL che Tommy Mottola l'ha contattato dandogli delle indicazioni ben precise su come costruire il brano, usando lo stesso campionamento che Mottola aveva richiesto per il brano di Mariah Carey. La canzone assomiglierebbe infatti moltissimo alla hit LoverBoy e If We.
In un suo libro, pubblicato nel 2013, Tommy Mottola conferma il tutto, scusandosi con Mariah Carey per il dolore provocatole negli anni durante la vicenda, ammettendo di aver fatto lavorare l'ex moglie in un clima di costante paura e di aver tentato di rendere Jennifer Lopez la nuova Mariah Carey, rubando a quest'ultima diversi progetti.

### 2005 - 2008: il ritorno al successo conThe Emancipation of MimieE=MC²

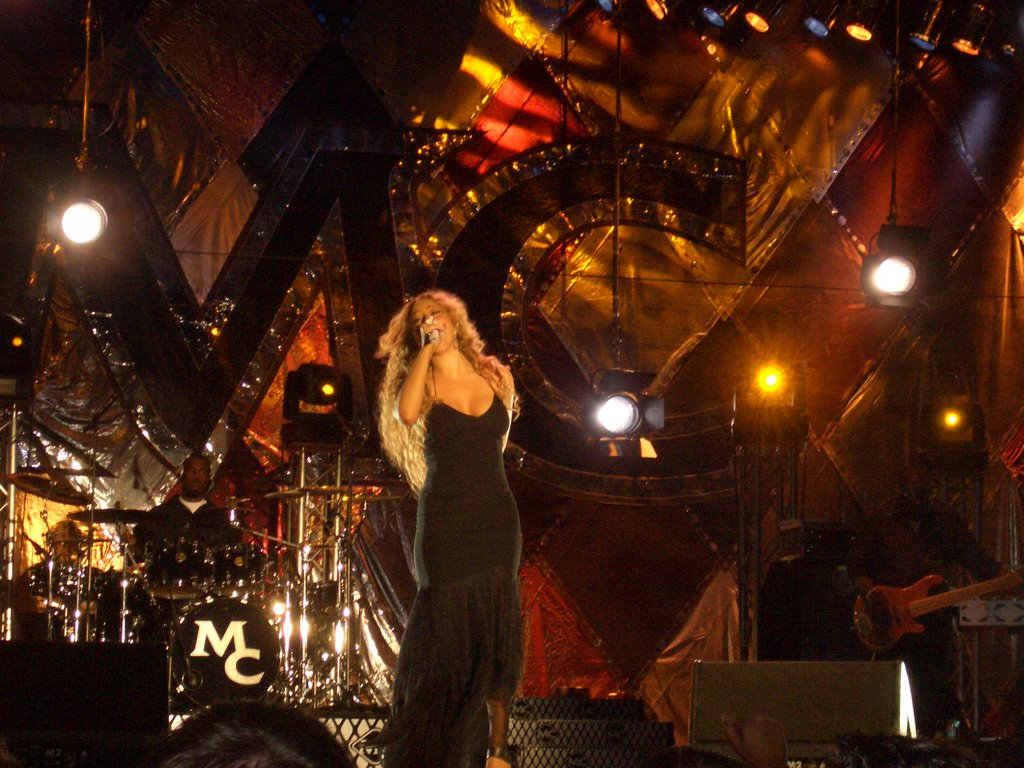
Mariah Carey durante un concerto nel 2005

Il 1º aprile 2005 il decimo album in studio della cantautrice , The Emancipation of Mimi, che conteneva collaborazioni con produttori come The Neptunes, Kanye West e Jermaine Dupri venne rilasciato. Il disco esordì direttamente al primo posto della Billboard 200, vendendo 404 000 copie nella sua prima settimana di vendita. L'album trascorse oltre otto mesi nei primi dieci posti e settantaquattro settimane nei primi duecento, grazie alla Ultra Platinum Edition dell'album uscita il 15 novembre. Nello stesso anno, l'album diventò il più venduto negli Stati Uniti con una vendita pari a quasi cinque milioni. L'album raggiunse la top 10 in numerosi stati: Australia, Paesi Bassi, Canada, Giappone, Regno Unito, Svizzera, Danimarca e Francia. A oggi, l'album ha ottenuto molte certificazioni, tra le quali sei volte Platino (Stati Uniti), tre volte Platino (Canada) e due volte Platino (Regno Unito) e ha venduto 13 milioni di copie nel mondo. It's like That, primo singolo estratto dall'album, raggiunse la 16ª posizione nella Billboard Hot 100 e il primato in Giappone. We Belong Together segnò il ritorno di Mariah alla numero uno negli Stati Uniti, il brano rimase al primo posto per 14 settimane non consecutive ed è diventato il singolo di maggior successo del 2005 nello stesso Stato. Successivamente fu pubblicato Shake It Off che rese Mariah Carey l'unica artista femminile a occupare nella stessa settimana le prime due posizioni della classifica Billboard. Get Your Number fu l'ultimo singolo estratto dalla versione standard dell'album. Il 2 luglio dello stesso anno partecipò al Live 8.
Don't Forget About Us, primo singolo estratto della Ultra Platinum Edition dell'album, divenne la sua diciassettesima numero uno negli Stati Uniti; così Mariah Carey, insieme con Elvis Presley, fu l'artista solista ad aver piazzato il maggior numero di singoli alla prima posizione nel medesimo Stato. Il singolo raggiunse il primato anche in Finlandia. L'ultimo singolo estratto fu Say Somethin' che raggiunse il 79º posto nella Billboard Hot 100.
Ai Grammy Awards del 2006, Carey riceve dodici candidature, vincendone tre: Miglior Album contemporaneo R&B per The Emancipation of Mimi e Miglior canzone R&B/Miglior performance vocale femminile R&B per We Belong Together.

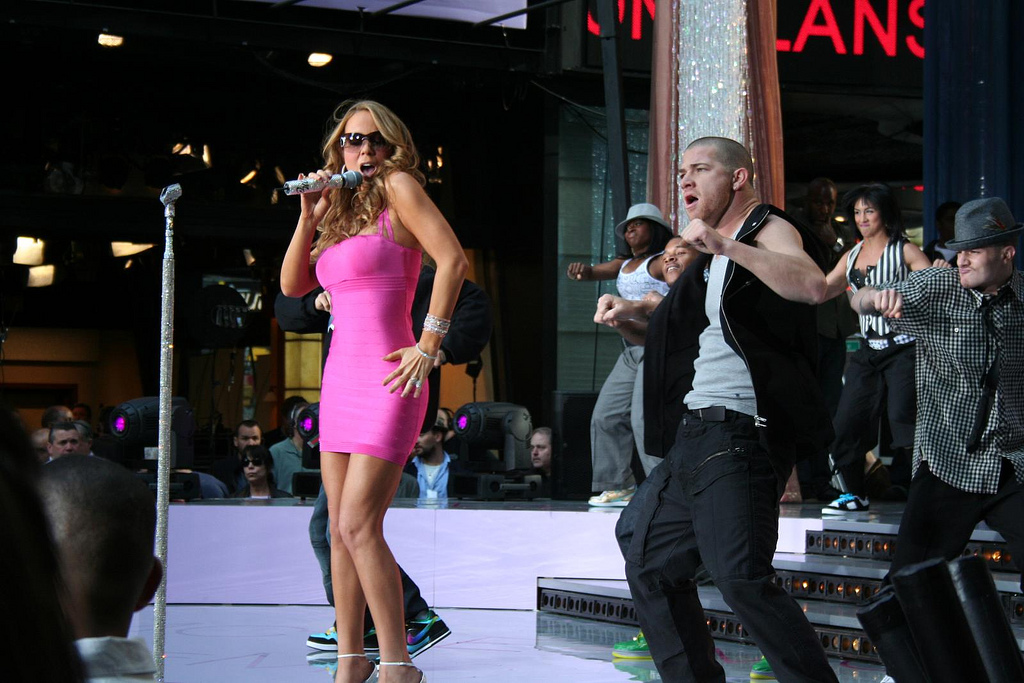
Mariah Carey si esibisce con Touch My Body nel 2008

E=MC², l'undicesimo album in studio di Carey, uscì l'11 aprile 2008 in Italia e il 15 dello stesso mese nel resto del mondo. E=MC², la cui formula, oltre a riprendere chiaramente quella di Albert Einstein, sta per «Emancipazione = Mariah Carey al quadrato», ovvero la continuazione dell'album precedente, The Emancipation of Mimi. Il disco esordì direttamente al primo posto (detenendolo per due settimane consecutive) nella Billboard 200 e vendette 463 000 copie nella sua prima settimana di vendita, diventando l'album con più vendite nella settimana di apertura di tutta la carriera di Carey. L'album rimase per ventisette settimane nella Billboard 200. e divenne il ventiduesimo album più venduto negli Stati Uniti L'album raggiunse i primi dieci posti in molti Stati: Australia, Giappone, Regno Unito, Svizzera, Italia, Francia, Austria, Nuova Zelanda, Germania e segnò il ritorno, per un album di Mariah, al primo posto in Canada. A oggi, l'album ha ottenuto molte certificazioni, tra le quali Platino (Stati Uniti e Canada), Oro (Australia, Brasile, Giappone, Filippine, Russia e Regno Unito) e ha venduto oltre due milioni di copie nel mondo. Touch My Body, primo singolo estratto dall'album, arrivò al primo posto della Billboard Hot 100, diventando così la sua 18ª numero uno negli Stati Uniti, superando, pertanto, Elvis Presley che aveva concluso i suoi primi posti con il brano Suspicious Minds. Il singolo ottenne un discreto successo in tutto il mondo, in particolare in Italia, dove rimase cinque settimane consecutive nei primi dieci posti e venne certificato Platino per le ventimila copie vendute. Il 30 aprile 2008, Mariah Carey ha sposato il cantante rap e attore Nick Cannon, in un matrimonio celebratosi alle Bahamas. Bye Bye, I'll Be Lovin' U Long Time e I Stay in Love furono gli altri tre singoli estratti dall'album. Bye Bye raggiunse la posizione numero sette in Nuova Zelanda e la diciannovesima nella Billboard Hot 100 mentre I'll Be Lovin' U Long Time il cinquantottesimo posto nelle medesima classifica.
Il 24 ottobre viene pubblicata la terza raccolta della cantautrice , la prima che racchiude le canzoni d'amore, intitolata The Ballads (LoveSongs nel Regno Unito). La raccolta esordì alla 56ª posizione nella classifica FIMI e venne certificata disco d'oro in Irlanda.

### 2009:Memoirs of an Imperfect Angel
Il 20 gennaio 2009, Carey ha eseguito la canzone Hero alla Neighborhood Inaugural Ball durante la cerimonia per l'insediamento di Barack Obama, ma accortasi di non essere seduta al tavolo riservato alla famiglia Obama, lasciò l'evento. Il 7 luglio, Mariah si esibì, insieme con Trey Lorenz, con il brano I'll Be There alla cerimonia in memoria di Michael Jackson a Los Angeles. Poco dopo, si scusò tramite Twitter con i suoi fan di non aver eseguito al meglio il brano per via dell'emozione causata dall'avere la bara di Michael a pochi passi da lei. Inoltre, prese parte al brano My Love in duetto con The-Dream e contenuto nell'album di quest'ultimo, Love vs. Money. Il singolo raggiunse l'82ª posizione nella Billboard Hot 100.

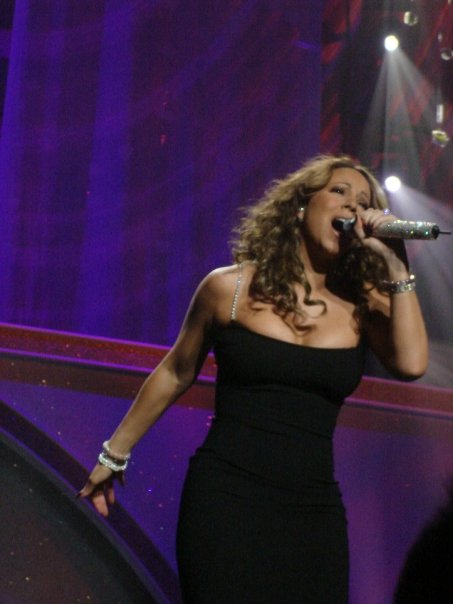
Mariah Carey durante lAngels Advocate Tour nel 2009

Nei primi mesi del 2009, il cantautore The-Dream aveva dichiarato che lui e Carey stessero lavorando al dodicesimo album dell'artista. Il 21 maggio 2009 la cantautrice ne annunciò il titolo: Memoirs of an Imperfect Angel. L'album, più volte rimandato, esordì al terzo posto nella Billboard 200, vendendo 168 000 copie nella sua prima settimana di vendita. La settimana successiva scese al 7º posto mentre nella sua terza settimana consecutiva di presenza calò al decimo posto, trascorrendo solo tre settimane nella top 10. L'album raggiunse i primi dieci posti in molti Stati: Australia, Francia, Danimarca, Giappone e Canada, vendendo oltre 2 milioni e mezzo di copie nel mondo.
Obsessed fu il primo singolo estratto dall'album, che ne anticipò l'uscita. Il singolo raggiunse i primi dieci posti in Italia, Francia e Stati Uniti, dove venne certificato 4 volte Platino per avere venduto 4 milioni di copie. Il secondo singolo estratto dall'album fu I Want to Know What Love Is, cover della canzone del 1984 dei Foreigner, che raggiunse buoni risultati di vendita in Francia, Giappone e Brasile, dove rimase per ventisette settimane in vetta alla classifica dell'airplay. La canzone venne inoltre cantata dal vivo al talent show italiano X-Factor, segnando il ritorno di Carey in Italia dopo sei anni. Successivamente venne pubblicato H.A.T.E.U., nel contempo Mariah fu occupata con l'Angels Advocate Tour.

#### Conflitto con Eminem
Nel 2009, la canzone Obsessed venne dedicata a un presunto stalker, ossessionato da lei, che la seguiva e minacciava. Secondo alcune voci, l'uomo misterioso del brano sembrava essere il rapper statunitense Eminem, che la minacciava dicendole che avrebbe svelato tutto sulla relazione avvenuta nel 2002 tra i due. In seguito, il marito di Carey, Nick Cannon, dichiarò che la canzone non era assolutamente rivolta a Eminem. A ogni modo, il rapper, noto per le sue numerose rivalità con altri artisti, verso la fine del luglio 2009 fece una canzone di risposta intitolata The Warning (che si propagò su internet con il titolo Mariah Carey Diss). La canzone contiene parti della voce di Carey, che, secondo Eminem, furono registrate quando i due erano usciti insieme. Molti artisti, tra cui Busta Rhymes, si schierarono dalla parte della cantautrice .
Eminem scrisse diverse canzoni con riferimenti a Mariah Carey (tra le quali Jimmy Crack Corn, Bagpipes From Baghdad e Superman) citando relazioni sessuali avvenute non solo con lui ma anche con altri uomini. Mentre veniva pubblicata Superman nel 2003, Carey pubblicò una canzone intitolata Clown, contenuta nel suo album Charmbracelet, rivolta al rapper di Detroit. Mariah, in seguito, dichiarò che i due si videro una volta ma non ci fu nessuna relazione sessuale o qualcosa di intimo.

### 2010 - 2011:Merry Christmas II Youe la maternità

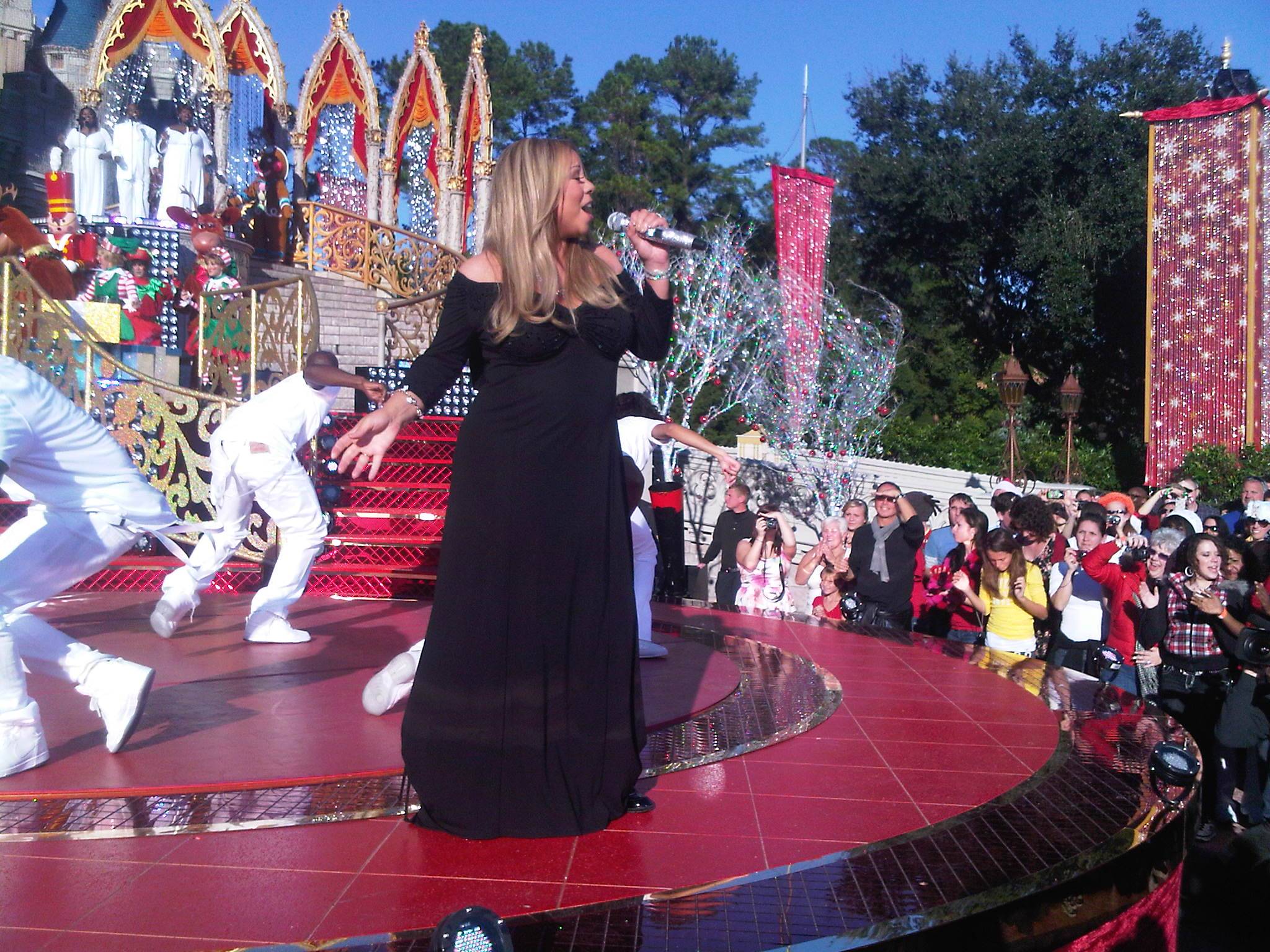
Mariah Carey durante un concerto nel 2010

Il 26 gennaio 2010 fu pubblicata (esclusivamente negli Stati Uniti) la quarta raccolta della cantautrice intitolata Playlist: The Very Best of Mariah Carey. A partire dallo stesso giorno, vengono trasmessi dalle radio statunitensi due singoli, pubblicati in versione remix, Up Out My Face che debuttò alla 100ª posizione nella Billboard Hot 100. e Angels Cry Mariah, dopo la pubblicazione dei due singoli, affermò che avrebbero dovuto far parte di un album di remix, Angels Advocate, la cui pubblicazione fu cancellata .
Alla fine dello stesso mese, Mariah prese parte, insieme con altri artisti, a un singolo di beneficenza in favore dei terremotati di Haiti che consisteva nella reinterpretazione della canzone Everybody Hurts, dei REM, che raggiunse il primo posto nel Regno Unito. Il 9 febbraio 2010 è stato pubblicato su iTunes (esclusivamente in Canada e Stati Uniti), 100%, registrato inizialmente per la colonna sonora del film Precious, è stato poi inserito nella compilation AT&T Team USA Soundtrack per le olimpiadi invernali 2010 di Vancouver. Precious, dove Mariah interpretava il ruolo di un'assistente sociale, Mariah vinse il Premio Capri Award come “miglior attrice non protagonista, e il Breakthrough Actress Award , alla miglior attrice “ricevette nove candidature ai NAACP Image Award, vincendone sei: Miglior film, Miglior attrice (Gabourey Sidibe), Miglior film indipendente, Migliore regia, Miglior sceneggiatura (Lee Daniels) e Miglior attrice non protagonista (Mo'Nique).
Il suo tredicesimo uscì il 2 novembre 2010. L'album natalizio, intitolato Merry Christmas II You, esordì al quarto posto nella Billboard 200, vendendo 55 000 copie nella sua prima settimana di vendita. Il disco entrò in svariate classifiche nel mondo e ricevette il disco d'oro per aver superato le 500 000 copie vendute negli Stati Uniti. Il primo singolo estratto fu Oh Santa! che esordì al centesimo posto nella Billboard Hot 100 mentre il secondo fu Auld Lang Syne (The New Year's Anthem).
Il 28 ottobre 2010, Mariah Carey annunciò di aspettare un bambino, dopo un aborto spontaneo avuto due anni prima. Il 30 aprile 2011 Carey dà alla luce due gemelli, che vengono chiamati Moroccan Scott e Monroe.
Nell'ottobre 2011, Carey annunciò di aver inciso nuovamente il brano All I Want for Christmas Is You in duetto con Justin Bieber per l'album di quest'ultimo Under the Mistletoe.
Il 21 novembre 2011 Carey pubblicò il singolo When Christmas Comes, in duetto con John Legend. Si tratta di una nuova versione dell'inedito contenuto nell'album natalizio Merry Christmas II You.

### 2012 - 2014:Me. I Am Mariah... The Elusive Chanteuse
Il 2 agosto 2012, Mariah Carey pubblica il brano Triumphant (Get 'Em) in collaborazione con Rick Ross e Meek Mill come singolo che anticipa il quattordicesimo album di inediti. La canzone è scritta e prodotta dalla Carey insieme agli storici collaboratori Jermaine Dupri e Bryan Michael Cox. Il brano non riceve il successo sperato, causa forse della scarsa presenza della cantautrice all'interno della traccia che lascia il posto ai due cantanti rap. È distribuito successivamente come album a sé in versione digitale.
Il 23 luglio 2012 viene annunciata la partecipazione di Mariah Carey come giudice nella successiva edizione di American Idol.
Il 19 febbraio 2013 viene pubblicato il brano Almost Home incluso nella colonna sonora del film Il grande e potente Oz. Il 7 maggio 2013 pubblica #Beautiful in collaborazione con il rapper Miguel, singolo che anticipa il nuovo album. Con questo pezzo, Carey ritorna a far parlare di sé, anche se non arriva alla posizione numero uno il brano riceve comunque due dischi di platino. Successivamente annuncia un tour mondiale che partirà nell'autunno dello stesso anno.
L'11 novembre 2013 la cantautrice pubblica sulla propria pagina Facebook il singolo The Art of Letting Go, brano che doveva dare il titolo al quattordicesimo album in studio di Mariah Carey. Nonostante sia elogiato dalla critica il singolo non viene pubblicizzato e finisce presto nel dimenticatoio, escludendo anche un eventuale videoclip. Il 12 febbraio 2014 pubblica You're Mine (Eternal) ballata romantica nel classico stile Carey. Il singolo ha inizialmente un buon riscontro.
Dopo quasi due anni di continue posticipazioni, viene annunciata l'uscita del quattordicesimo album della cantautrice Me. I Am Mariah... The Elusive Chanteuse il 27 maggio 2014.
La casa discografica non pubblicizza molto l'album che non riesce a decollare così come i suoi singoli. Me. I Am Mariah però è molto apprezzato dalla critica che apprezza la qualità della sua musica che ha un sound R&B più maturo. La testata giornalistica Time scrive che Make It Look Good in collaborazione con Stevie Wonder è tra le migliori canzoni del 2014.
Nell'agosto 2014 Mariah Carey conferma la separazione dal marito Nick Cannon. Nello stesso anno parte per un tour in Asia intitolato The Elusive Chanteuse Show. Nonostante il sold out in molte tappe, la cantautrice accusa delle difficoltà vocali. Nel dicembre stesso tiene una serie di concerti natalizi presso il Beacon Theater di New York, dimostrando una notevole ripresa.

### 2015:#1 to Infinitye il residency show a Las Vegas
Il 3 febbraio segna un momento disastroso per la cantautrice quando, durante un concerto in Giamaica, scorda le parole sulle note di Fantasy Remix, rivelando che stava usando un lip-sync e non una canzone dal vivo.
Il 6 maggio inizia la prima leg a Las Vegas del tour Number 1 to Infinity, in supporto dell'album #1 to Infinity.
Settimane prima della tappa in Giamaica, la Carey è stata ospite al programma televisivo The Ellen DeGeneres Show, annunciando che avrebbe tenuto dei concerti al Colosseum Cesar Palace il 6 maggio fino al 26 giugno.
Mariah Carey cambia poi casa discografica, tornando alla Sony Columbia, che l'aveva lanciata a inizio carriera. Il 27 aprile 2015 esce il nuovo singolo Infinity, che anticipa l'album #1 to Infinity, uscito per la fine di maggio e che raccoglie le sue 18 Hits che sono state in vetta alla classifica Billboard Hot 100.
Il 18 maggio Mariah viene invitata alla serata Billboard Music Awards cantando dal vivo un medley tra Vision of Love e Infinity. Il 20 maggio esce l'album #1 to Infinity.
Nell'autunno 2015 Mariah realizza un film A Christmas Melody che la vede nei panni di regista per la prima volta, nel frattempo esce un libro illustrato per l'infanzia intitolato All I Want For Christmas Is You della casa Penguin Random House e iniziano i preparativi per il concerto natalizio al Beacon Theater di New York per il secondo anno.

### 2016:The Sweet Sweet Fantasy Tour, Mariah's Worlded altri progetti
Nel 2016, torna a esibirsi in Europa e Africa con lo The Sweet Sweet Fantasy Tour. Il tour ottiene risultati di partecipazione molto alti, superiori al 90% per concerto. In Italia si esibisce al Forum di Assago. Il 14 maggio 2016 viene premiata in occasione dei GLAAD Media Awards per il suo impegno nella comunità LGBT.
Il 30 settembre 2016 prende parte alla canzone Infamous, contenuta nella colonna sonora della stagione 2016 di Empire, collaborando con Jussie Smollett. Sebbene la canzone non abbia né un video, né promozione, né sia considerato un singolo da parte degli artisti partecipanti, riesce a entrare in svariate classifiche in tutto il mondo.
Dal 4 dicembre 2016 è protagonista di un documentario sulla sua vita su E!, dal titolo  Mariah's World.

### 2017: la fine della residenza a Las Vegas e il tour con Lionel Richie
Il 3 gennaio 2017 il suo singolo del 2005 We Belong Together ottiene la certificazione di 6 volte disco di Platino negli Stati Uniti.
Il 3 febbraio 2017 pubblica un nuovo singolo, I Don't, per festeggiare la fine della prima stagione del documentario sulla sua vita, Mariah's World. Il singolo esordisce alla posizione numero 89 negli Stati Uniti.
L'8 luglio 2017 inizia la sua ultima leg a Las Vegas, che si conclude il 18 luglio con oltre 150 000 spettatori partecipanti durante l'intera residenza. Il 21 luglio, dopo soli tre giorni dalla fine della residenza di Las Vegas, Mariah Carey intraprende un nuovo tour americano, insieme con Lionel Richie. Il tour sarebbe dovuto iniziare a marzo ma è stato poi posticipato a causa di un'operazione alla quale dovette sottoporsi Lionel Richie.

### 2018 - 2019:CautioneBillboard Icon Award

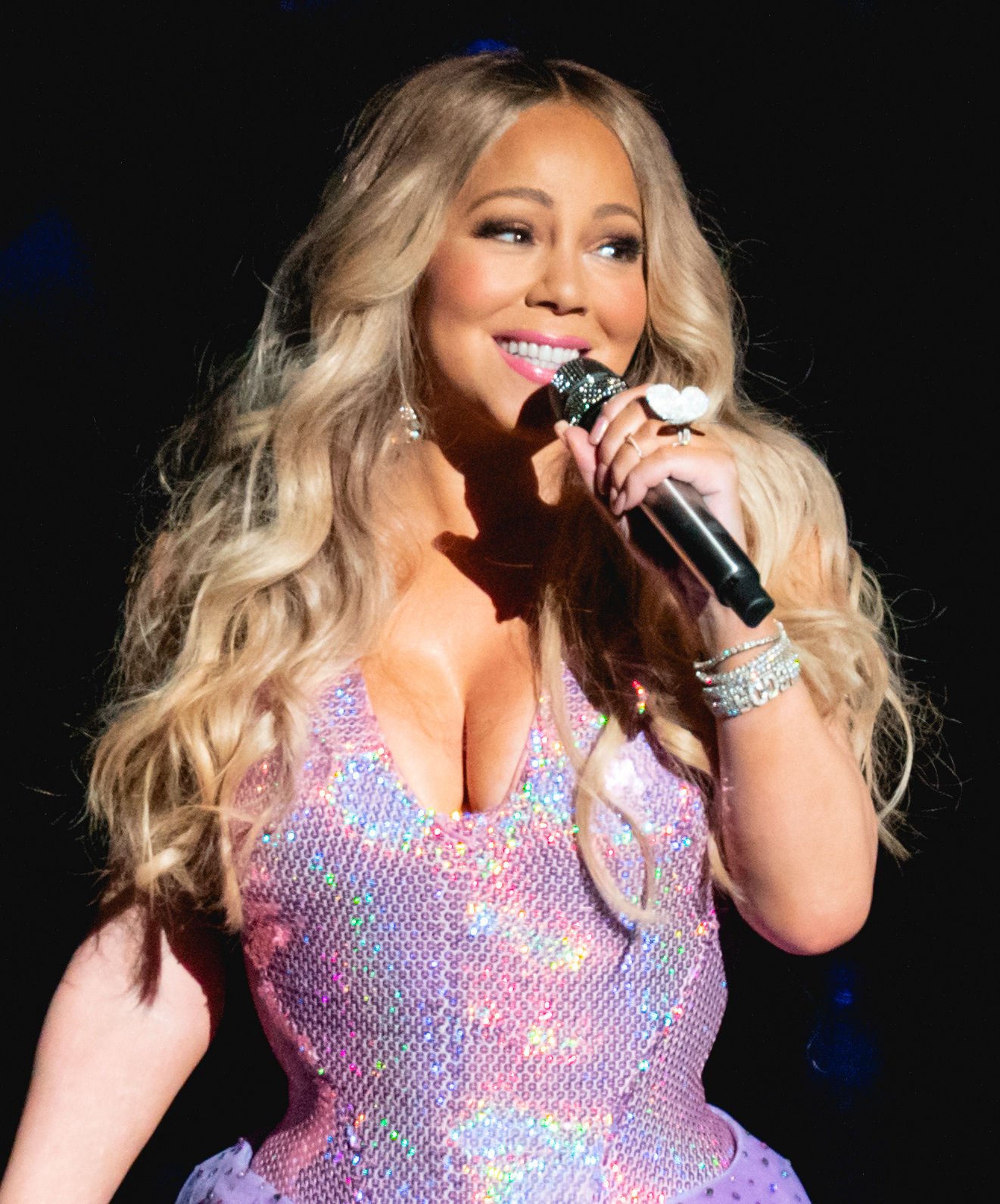
Carey nel 2019

Nel 2018 è impegnata nel The Butterfly Returns, secondo residency show della cantautrice svoltosi presso il Caesars Palace di Las Vegas nei mesi estivi del 2018. La residency viene ripresa per le ultime date nel mese di febbraio 2019.
Il 13 settembre 2018 esce sui social GTFO, nuovo singolo promozionale che anticipa il nuovo album: il videoclip pubblicato il giorno seguente su YouTube raggiunge in breve più di un milione di visualizzazioni. Il singolo, nel giorno della sua uscita risulta la canzone più venduta in tutto il mondo.
Il 4 ottobre 2018 viene pubblicato il primo singolo dal nuovo album: With You. Pochi giorno dopo la cantante annuncia il titolo del nuovo album: Caution in uscita il 16 novembre 2018, contenente la stessa With You, GTFO e altri otto inediti, tra cui il singolo promozionale The Distance, prodotto da Skrillex.Il giorno prima dell'uscita di Caution i fan della Carey, grazie all'hashtag "Justice For Glitter",riescono a portare in cima alla classifica ITunes l'album Glitter, a 17 anni dalla sua uscita.
Il 4 marzo 2019 viene mandato in rotazione sulle radio statunitensi A No No, secondo singolo estratto dall'album. Il video ufficiale del brano è stato pubblicato l'8 marzo, il quale conta più di 4 milioni di visualizzazioni. Il 15 marzo, a supporto del singolo, viene pubblicato un remix in collaborazione con la rapper statunitense Stefflon Don.
La cantautrice inizia quindi il Caution World Tour a supporto del disco.
L'11 aprile 2019 viene annunciato da Billboard che Mariah Carey avrebbe ricevuto l'Icon Award durante i Billboard Music Awards di quell'anno. Durante la cerimonia di premiazione Mariah ha cantato alcuni dei suoi più grandi successi di sempre, Always Be My Baby, Emotions, We Belong Together e Hero, oltre che il suo singolo del momento A No No. Dopo l'esibizione la cantautrice ha tenuto un breve discorso dove ha ricordato a tutti che con un po' di fede e con il desiderio di riuscire si possono ottenere grandi risultati anche se ci si sente esclusi ed emarginati; il discorso è stato elogiato da tutti per la profondità del suo significato.
A fine 2019, come ogni anno, la hit All I Want For Christmas Is You ritorna popolare nel periodo natalizio. Questa volta, tuttavia, il brano riesce a raggiungere per la prima volta la numero 1 della Billboard Hot 100, diventando dunque la diciannovesima canzone di Carey a riuscirci. Il brano resta alla numero 1 anche nella prima settimana del 2020: questo rende Mariah Carey la prima artista ad avere almeno una numero 1 nella Billboard Hot 100 in quattro decenni differenti.

### 2020-2025:#MC30, The Meaning Of Mariah Carey, The Rarities,Mariah Carey's Magical Christmas SpecialeHere For It All
Nel 2020, dopo aver intrattenuto a lungo i suoi fan con performance registrate da casa in piena pandemia di COVID-19 (ricordiamo ad esempio le performance di Hero, Always Be My Baby e Through The Rain/Make It Happen, pubblicate sul canale YouTube della cantautrice), Carey annuncia inizialmente la pubblicazione di un'autobiografia, The Meaning Of Mariah Carey, in uscita il 29 settembre; quest'ultima racchiude, come ha spiegato la cantautrice stessa, le sue memorie, i suoi ricordi, le sue esperienze personali e artistiche prima e durante il successo planetario e tanto altro riguardante la sua vita privata e lavorativa.
Quest'anno ricorrono anche 30 anni dalla pubblicazione del suo primo album, Mariah Carey, e quindi i suoi 30 anni di carriera. Per celebrare la ricorrenza ogni venerdì, con l'hashtag #MC30 lanciato da Carey, viene pubblicato un inedito dagli archivi personali della cantautrice : EP, remix, rarità, live e a cappella performances, video musicali in HD e tanto altro. Il 19 agosto viene annunciata una compilation intitolata The Rarities, pubblicata il successivo 2 ottobre 2020 e in cui sono presenti delle versioni live dei suoi grandi successi e varie unreleased tracks tra cui la sua collaborazione con Lauryn Hill, Save The Day, uscito il 21 agosto in qualità di primo singolo. L'album è stato prima annunciato sui social della cantautrice e successivamente nel programma televisivo Good Morning America in cui, partecipandovi da casa, ha eseguito Vision of Love & Close My Eyes. Il 18 settembre 2020 l'artista pubblica una cover di Out Here On My Own, brano originariamente interpretato da Irene Cara, come secondo estratto dal progetto.
Il 2 dicembre 2020 canta da casa un medley di Heroes/Hero/Joy To The World per Robin Hood's Heroes Of New York.
Il 4 dicembre 2020 pubblica, su Apple TV+, Mariah Carey's Magical Christmas Special, uno speciale a tema natalizio che vede anche la collaborazione di Ariana Grande e Jennifer Hudson nel brano Oh Santa! il cui video su YouTube raggiunge in poche ore i milioni di visualizzazioni.
A dicembre 2021 la classica hit natalizia della Carey, All I Want for Christmas Is You, raggiunge nuovamente (la prima volta è stata nel 2019, la seconda nel 2020) la posizione numero 1 alla Billboard Hot 100 e alla Billboard Global 200, 27 anni dopo esser rilasciata. La stessa hit, su Spotify, il 25 dicembre è risultata la più ascoltata con un totale di oltre 17 milioni di ascolti in un solo giorno. Il brano totalizza attualmente oltre 1 miliardo di riproduzioni. Nel 2024 vince il Grammy speciale “ Global Impact award “- per il suo impatto globale nel mondo della musica. Nel 2025, dopo alcuni anni dedicati alle riedizioni di alcuni album in occasione degli anniversari, pubblica Type Dangeous, il suo primo singolo dal 2019, che anticipa l'uscita del nuovo album Here For It All, a 7 anni da Caution

### Carriera cinematografica
Mariah Carey iniziò a prendere lezioni di teatro nel 1997, e già dall'anno successivo fece diverse audizioni per vari ruoli nei film. Ha fatto il suo esordio cinematografico come cantante d'opera nel film Lo scapolo d'oro (1999), insieme con Chris O'Donnell e Renée Zellweger. Il primo ruolo da protagonista lo ebbe nel film Glitter (2001), nel quale interpreta una cantante che negli anni ottanta irrompe nell'industria della musica. Il film fu un fallimento ai botteghini, tanto che Carey si guadagnò un Razzie Award come peggior attrice protagonista per la sua interpretazione.

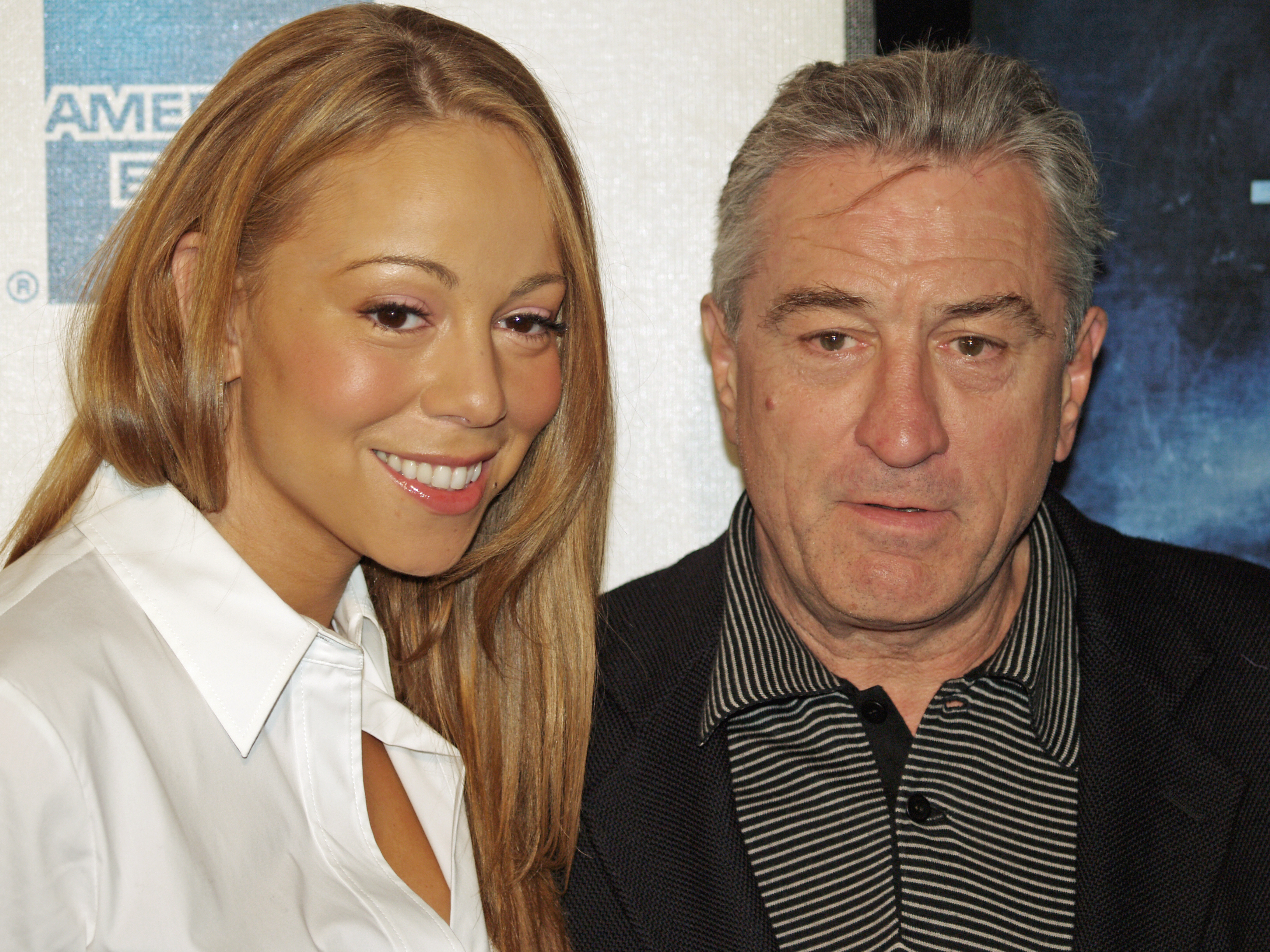
Mariah Carey e Robert De Niro al Tribeca Film Festival per la prima di Tennessee (2008)

Mariah, Mira Sorvino e Melora Walters furono co-protagoniste nel film indipendente Scelte d'onore (2002). Il produttore Anthony Esposito ingaggiò Mariah Carey per il film The Science Sweet (2006), che trattava di una donna pugile sconosciuta che divenne famosa. Il film però non entrò mai in produzione. Inoltre apparve, come tanti altri cantanti, nel film indipendente prodotto da Damon Dash Death of a Dynasty (2003) e State Property 2 (2005). La sua carriera televisiva invece si limitò nella comparsa di un episodio nel gennaio 2002 di Ally McBeal. Carey appare in un cameo nel film Zohan - Tutte le donne vengono al pettine (2008).
Nel 2006 prese parte al film indipendente Tennessee (2008), interpretando il ruolo di una cantante che fugge dal marito. Apparve poi in Precious (2009), un film basato sul romanzo Push (1996). In questo film interpreta il ruolo di un'assistente sociale. Il film ha ottenuto dei premi sia al Sundance Film Festival sia al Toronto International Film Festival. Mariah ha vinto il premio come miglior attrice non protagonista nel film “Precious” a Capri Hollywood. Sempre per il film Precious Mariah ottenne anche una candidatura ai premi Oscar. Mariah vinse il premio “Breakthrough performance award “ come miglior attrice non protagonista in Precious . Nel maggio 2010, Carey ha dovuto abbandonare la registrazione del programma For Colored Girls Who Have Considered Suicide When the Rainbow is Enuf per motivi medici, per scoprirsi poi essere incinta. Ha partecipato nel 2012 alle riprese del film The Butler - Un maggiordomo alla Casa Bianca, interpretando il ruolo della madre del protagonista.
In occasione del Natale 2015 diventa regista di un film natalizio per la televisione, A Christmas Melody, che viene visto da 4 milioni di telespettatori. Dati i buoni risultati il film viene riproposto anche per il Natale 2016.
Ha inoltre prestato la sua voce a personaggi di alcuni film, come LEGO Batman - Il film e nel film animato gli Eroi del Natale .
Alcune sue canzoni sono state colonna sonora di film: Almost Home per Il grande e potente Oz (2013), The Star per il film Gli eroi del Natale uscito nelle sale nel 2017.

## Vita privata

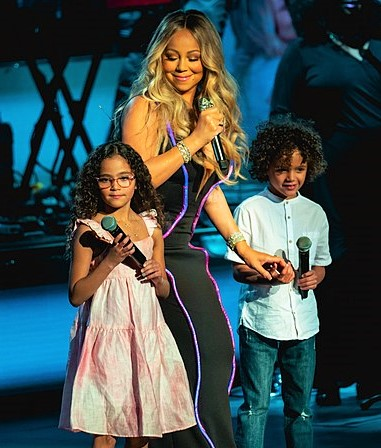
Carey con i figli Monroe e Moroccan nel 2019

Mariah Carey è stata sposata con Tommy Mottola, allora presidente Sony, dal 1993 al 1997. Dal 1999 al 2001 è stata legata al cantante messicano Luis Miguel. Si sposa una seconda volta con il rapper e produttore Nick Cannon, nel 2008. Nel 2011 la coppia ha due gemelli, il maschio Moroccan e la femmina Monroe. Divorziano nel dicembre del 2014, rimanendo comunque in buoni rapporti. Il divorzio viene finalizzato nell'ottobre 2016. Dal gennaio all'ottobre del 2016 è stata fidanzata col magnate James Packer. Dal 2016 al dicembre 2023 ha una relazione con il ballerino e coreografo Bryan Tanaka. 
Nell'agosto 2024 ha perso nello stesso giorno la madre Patricia, 87 anni, e la sorella Alison, 63. La sorella Alison era senza fissa dimora, abusava di sostanze stupefacenti e lottava da anni contro alcuni problemi di salute; nelle sue ultime tre settimane di vita era in stato di hospice care a Coxsackie. È risaputo che la cantautrice avesse avuto rapporti turbolenti con entrambe durante il corso della sua vita, come confermato da lei stessa nel suo memoir The Meaning of Mariah Carey.

## Influenze musicali
Mariah disse in un'intervista che sin da giovane venne influenzata dalla musica R&B e da artisti soul come Billie Holiday, Whitney Houston, Sarah Vaughan, Gladys Knight e Aretha Franklin. La sua musica è influenzata molto dal gospel, avendo lei frequentato una chiesa episcopale, e i suoi cantanti gospel preferiti sono le Clark Sister, Shirley Caesar e Edwin Hawkins. Quando poi tentò di aggiungere del ritmo hip hop alla sua musica si pensò immediatamente che cercasse di fare musica del genere che andava di più in quegli anni. A questo proposito, lei in seguito dichiarò: "La gente non capisce nulla, io con questa musica ci sono nata".
Ha mostrato poi interesse per rapper tali come The Sugarhill Gang, Eric B. & Rakim, Wu-Tang Clan, The Notorious B.I.G. e il duo Mobb Deep, con i quali ha collaborato nella canzone The Roof (Back In Time) (1998). Carey, grazie al suo genere di canzoni e con il successo che aumentava nel tempo, fu paragonata ad artiste come Whitney Houston e Céline Dion, che vennero in seguito definite da Garry Mullholand le "principesse dei lamenti". A differenza, però, della Houston o della Dion, Carey ha sempre scritto o co-scritto le sue canzoni. Infatti viene sempre menzionata nella scrittura dei suoi singoli. Frattanto, Carey venne anche accusata due volte di plagio, ma ogni volta la corte non la considerò perseguibile.

## Voce
Mariah Carey arrivò prima in una classifica di MTV (2003) e di Blender sulle ventidue più grandi voci della storia, votata da vari fan, critici musicali e da votanti online del sondaggio. In seguito, riguardo alla sua voce la cantautrice dichiarò: 
«Ho dei noduli alle corde vocali. Mia madre dice che li ho avuti fin da quando ero bambina. Per questo ho un registro acuto [...]; ma l'unica cosa che realmente influisce sulla mia voce è il sonno. A volte se sono esausta non posso raggiungere note davvero alte.» «I miei dottori mi hanno mostrato le mie corde vocali e mi hanno spiegato il perché posso raggiungere note così alte. Uso una parte delle corde, l'apice, che molti non possono o non riescono a utilizzare. La mia voce naturale è bassa, è roca. La mia voce normale può essere alta solo se sono riposata.»
La sua ampia estensione vocale di 5 ottave le permette di avere basse note fino alle alte da soprano leggero e secondo alcuni critici musicali, come Jim Faber del New York Daily News, può raggiungere tutte le ottave tra quei tipi di voce e possiede l'agilità di muoversi tra quei ruoli con rapidità e disinvoltura.

## Tema e stile musicale
L'amore è l'elemento principale della maggior parte delle canzoni di Carey, anche se la cantautrice scrisse canzoni sul razzismo, la fame nel mondo, la morte, l'alienazione e la spiritualità. Lei disse che la maggior parte delle sue produzioni erano autobiografiche; la rivista TIME scrisse: – "Se solo la musica di Mariah Carey non avesse il dramma della sua vita, non sarebbe Mariah Carey, la sua vita è piena di passione e conflitti." La cosa non venne detta solo dal TIME, ma anche, per esempio, dalla rivista Rolling Stone, che disse: "Carey ha un notevole dono vocale, le sue canzoni sono sempre state molto espressive."
Il suono delle canzoni di Mariah Carey fa uso di drum machine, tastiere e sintetizzatori. Molte delle sue canzoni contengono parti strumentali anche con il pianoforte. Carey compone i suoi arrangiamenti al pianoforte. Molti arrangiamenti si ispirarono a Stevie Wonder, pianista soul molto ammirato da Carey, ma anche a Michael Jackson. Una volta, però, la cantautrice dichiarò: – "La mia voce è il mio strumento; lo è sempre stato." A partire dal 1993, con Dreamlover, iniziò a concepire canzoni utilizzando campionamenti da brani del passato; da quel momento fino al 2001 tutti i singoli apripista dei suoi album vennero realizzati con l'ausilio di samples: il già citato Dreamlover (1993), Fantasy (1995), Honey (1997), Heartbreaker (1999) e Loverboy (2001).
Mariah Carey iniziò a fare dei remix di alcuni suoi pezzi, aggiungendo nuove intere parti registrate appositamente per la versione remixata della canzone. Il disc jockey David Morales ha collaborato diverse volte con la cantautrice ,a partire da Dreamlover (1993). Da Fantasy (1995) in poi, Carey ingaggiò produttori hip hop, per riconcepire le composizioni del suo album. Ci furono vari remix di Fantasy, ma ne vennero accreditati due: uno fatto da Morales, e un altro prodotto da Sean Combs, nel quale ci fu una partecipazione canora del defunto rapper Ol' Dirty Bastard. Dell'ultima versione ne venne girato anche un video. Carey continuò poi a ingaggiare vari produttori per i suoi remix tali come Morales, Jermaine Dupri, Junior Vasquez e DJ Clue, chiamando molte volte degli ospiti canori per la nuova versione della canzone.

## Popolarità

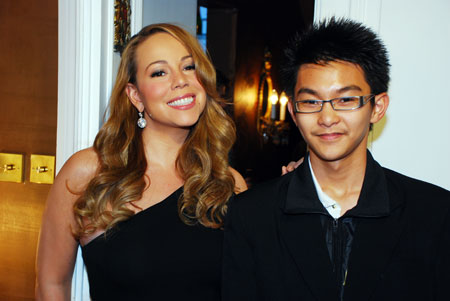
Mariah Carey nel 2009

Lo stile di canto di Mariah Carey ha avuto un notevole impatto sulla musica popolare. Il critico musicale G. Brown del The Denver Post disse che: – "Bene o male, l'estensione di cinque ottave e lo stile melismatico di Carey hanno influenzato una generazione di cantanti pop." Secondo Rolling Stone: – "La sua padronanza del melisma, le svolazzanti stringhe di note che decorano canzoni come Vision of Love, hanno ispirato l'intera scuola di canto di American Idol e, virtualmente, ogni altra cantante femminile R&B." Carey è famosa anche per aver istituito l'R&B e l'hip hop dentro il mainstream della cultura popolare, e per aver popolarizzato il rap come parte integrante delle sue canzone del dopo-1995. La musica di Mariah ha influenzato artisti come Ava Max, Beyoncé, Britney Spears, Christina Aguilera, gli 'N Sync, Nicki Minaj, Usher e quasi tutti gli artisti R&B contemporanei. La cantante Beyoncé dice di aver incominciato a cantare dopo aver sentito Vision of Love, il singolo di esordio di Carey.
Ritenuta da Billboard l'artista femminile di maggior successo degli anni novanta, nel corso della sua carriera Carey ha vinto 6 Grammy Awards(includendo il Grammy Global Impact Award),10 American Music Award e un premio come World's Best Selling Female Artist of the Millennium. Sempre tra le artiste di sesso femminile, è quella con il maggior numero di dischi venduti negli Stati Uniti (oltre 60 milioni)in totale oltre 220 milioni di album venduti in tutto il mondo  . In Giappone, ha la top-4 degli album più venduti di tutti i tempi da un artista non asiatico.
Carey ha passato un totale di 89 settimane al numero uno nel mondo, diventando l'artista con il maggior numero di settimane alla uno nella storia della musica. Carey ha 19 numero uno; è il maggior numero di numero uno per un cantante solista, battendo Elvis Presley (15). Nel 1994 pubblica l'album Merry Christmas che, avendo venduto oltre 20 milioni di copie, diventa l'album natalizio più venduto al mondo. L'album contiene il singolo di alto successo All I Want for Christmas Is You, che divenne l'unico singolo natalizio e l'unica suoneria a essere certificata cinque volte platino negli Stati Uniti. In Giappone, #1's è divenuto l'album con il maggior numero di vendite di tutti i tempi da un cantante non asiatico, avendo venduto 3 milioni di copie. Il suo singolo One Sweet Day, che è un duetto con la band Boyz II Men, passò sedici settimane alla numero uno della Hot 100. We Belong Together fu considerata la canzone di maggior successo negli anni 2000. I Want to Know What Love Is invece, ha passato ventisette settimane (quasi otto mesi) al numero uno delle classifiche brasiliane. Inoltre, Carey è stata l'artista con più esordi al numero uno negli Stati Uniti, con Fantasy, One Sweet Day e Honey.

## Filantropia e altre attività
Mariah Carey ha donato tempo e soldi ad associazioni come la Fresh Air Fund, alla quale si iscrisse agli inizi degli anni novanta. È anche la cofondatrice di un campo situato a Fishkill, nello Stato di New York; il campo permette alla gioventù della città di abbracciare le arti e li introduce nel mondo del lavoro. Il campo venne chiamato Camp Mariah grazie alla sua generosità, al suo supporto, e alle sue attenzioni date alla Fresh Air per i bambini. Carey è anche nota per il suo lavoro con la fondazione Make-A-Wish Foundation, con la quale aiuta bimbi malati; venne anche premiata dalla fondazione per la sua incredibile generosità. La cantautrice ha anche contribuito ad aiutare il reparto di ostetricia al Cornel Medical Center di New York. Inoltre parte delle vendite dell'album live MTV Unplugged furono donate a varie associazioni di beneficenza. La sua canzone Love Story poteva essere scaricata gratis dai clienti di ristoranti partecipi insieme con lei con associazioni beneficiarie.
Uno dei maggiori concerti di beneficenza di Carey fu lo speciale Divas Live (1998) a VH1, insieme con altre cantanti per supportare la fondazione Save the Music. Al decimo evento di gala della fondazione, Carey fu onorata dalla fondazione stessa per averla sostenuta fin dall'inizio. Oltre a vari concerti beneficiari, Carey girò un documentario intitolato At Home for the Holidays sulla vita di bambini disagiati o adottati, che andò in onda sulla CBS. Nel 2005, invece, cantò per il Live 8 Londra e a un concerto per gli sfollati dell'uragano Katrina. Nel 2008, come parte delle Artists Stand Up to Cancer, scrisse e cantò una parte della canzone Just Stand Up!, per migliorare le ricerche contro il cancro. Nel 2010, come parte degli Helping Haiti, partecipò alla canzone Everybody Hurts, per la donazione di denaro agli sfollati di Haiti.
Mariah Carey rifiutò offerte per la promozione di prodotti commerciali fino al 2006, anno in cui fu ingaggiata per la pubblicità dei computer Intel Centrino e creò una linea di gioielli e vestiti per ragazzi. In collaborazione con Pepsi e Motorola, Carey registrò una serie di suonerie esclusive, come per esempio Time of Your Life. Dal 2007 Carey mise in commercio diverse serie di profumi tra i quali M by Mariah Carey, Luscious Pink, Forever e Lollipop Bling. Ha anche messo in commercio una linea di champagne rosé chiamato Angel Champagne.

## Discografia

### Album in studio
- 1990 – Mariah Carey
- 1991 – Emotions
- 1993 – Music Box
- 1994 – Merry Christmas
- 1995 – Daydream
- 1997 – Butterfly
- 1999 – Rainbow
- 2001 – Glitter
- 2002 – Charmbracelet
- 2005 – The Emancipation of Mimi
- 2008 – E=MC²
- 2009 – Memoirs of an Imperfect Angel
- 2010 – Merry Christmas II You
- 2014 – Me. I Am Mariah... The Elusive Chanteuse
- 2018 – Caution
- 2025 - Here For It All

### Raccolte
- 1992 – MTV Unplugged EP
- 1998 – #1's
- 2000 – Valentines EP
- 2001 – Greatest Hits
- 2003 – The Remixes
- 2008 – The Ballads
- 2010 – The Very Best of Mariah Carey
- 2011 – The Essential Mariah Carey
- 2015 – #1 to Infinity
- 2020 – The Rarities

## Tournée

### Solista
- 1993 – Music Box Tour
- 1996 – Daydream World Tour
- 1998 – Butterfly World Tour
- 2000 – Rainbow World Tour
- 2003/2004 – Charmbracelet World Tour
- 2006 – The Adventures of Mimi Tour
- 2009/2010 – Angels Advocate Tour
- 2014 – The Elusive Chanteuse Show
- 2014/2018 – All I Want for Christmas Is You, a Night of Joy and Festivity
- 2016 – The Sweet Sweet Fantasy Tour
- 2018 – The Number 1's Tour
- 2019 – Caution World Tour
- 2022 – Merry Christmas to All!
- 2023 – Merry Christmas One and All!
- 2024 – Mariah Carey's Christmas Time

### Congiunto
- 2017 – All The Hits Tour (con Lionel Richie)

### Residency show
- 2014/2018 – All I Want for Christmas Is You, a Night of Joy and Festivity (presso il Beacon Theatre di New York)
- 2015/2017 – #1 to Infinity (presso il Caesars Palace di Las Vegas)
- 2018/2020 – The Butterfly Returns (presso il Caesars Palace di Las Vegas)
- 2024 – The Celebration of Mimi (presso il Dolby Live di Las Vegas)

## Filmografia

### Attrice

#### Cinema
- Lo scapolo d'oro (The Bachelor), regia di Gary Sinyor (1999)
- Glitter, regia di Vondie Curtis-Hall (2001)
- Scelte d'onore (WiseGirls), regia di David Anspaugh (2002)
- Death of a Dynasty, regia di Damon Dash (2003)
- State Property 2, regia di Damon Dash (2005)
- Zohan - Tutte le donne vengono al pettine (You Don't Mess with the Zohan), regia di Dennis Dugan (2008)
- Tennessee, regia di Aaron Woodley (2008)
- Precious, regia di Lee Daniels (2009)
- The Butler - Un maggiordomo alla Casa Bianca (The Butler), regia di Lee Daniels (2013)
- Vite da popstar (Popstar: Never Stop, Never Stopping), regia di Akiva Schaffer e Jorma Taccone (2016)
- All I Want for Christmas Is You, regia di Guy Vasilovich (2017)
- Il viaggio delle ragazze (Girls Trip), regia di Malcolm D. Lee (2017)

#### Televisione
- Ally McBeal – serie TV, episodio 5x08 (2002)
- A Christmas Melody, regia di Mariah Carey – film TV (2015)
- Empire – serie TV, episodio 3x03 (2016)
- La magia del Natale con Mariah Carey (Mariah Carey's Magical Christmas Special) – speciale TV (2020)

### Regista
- A Christmas Melody – film TV (2015)

### Doppiatrice
- Rebecca in Gli eroi del Natale (The Star: The Story of the First Christmas)
- Mayor McCaskill in LEGO Batman - Il film (The Lego Batman Movie)

## Doppiatrici italiane
Nelle versioni in italiano nelle opere in cui ha recitato, Mariah Carey è stata doppiata da:
- Irene Di Valmo in Glitter
- Alessandra Cassioli in Scelte d'onore
- Rossella Acerbo in Zohan - Tutte le donne vengono al pettine
- Roberta Greganti in Precious
- Emanuela D'Amico in Vite da popstar
- Patrizia Burul in Lo scapolo d'oro
- Roberta Pellini in A Christmas Melody

## Riconoscimenti
Lista di premi e riconoscimenti di Mariah Carey:
- BMI 1990 – Miglior canzone- "Vision of Love" e "Love Takes Time"
- Soul Train Music Award 1990 – Miglior artista esordiente R&B/Urban, Miglior singolo R&B/Urban femminile (Vision of Love) e Miglior album R&B/Urban femminile (Mariah Carey)
- Billboard 1991: Miglior artista musicale moderna, Miglior artista Pop, Miglior album, Miglior album Pop, Miglior singolo, Miglior singolo femminile, Miglior album femminile
- BMI 1991 – Canzone dell'anno (Love Takes Time)
- Grammy Awards 1991 – Best Female Pop Vocal Performance (Vision of Love), Best New Artist
- New York City Music Award 1991 – Miglior cantautrice Pop femminile
- Rolling Stone – Miglior cantautrice donna esordiente
- Soul Train Music Award – Miglior artista R&B/Urban esordientem Miglior singolo femminile R&B/Urban, Miglior album femminile R&B/Urban
- American Music Award 1992 – Miglior artista femminile Soul/R&B
- Billboard 1992 – Miglior album femminile (Emotions), Miglior singolo femminile, Miglior artista femminile con singoli tra i primi 100
- BMI 1992 – Compositrice dell'anno categoria Pop
- American Music Award 1993 – Miglior artista Pop/Rock femminile, Miglior album di musica moderna (MTV Unplugged)
- ARIA Music Awards 1994 – Miglior album Pop (Music Box), Migliori performance in classifica, Miglior artista Pop solista internazionale
- Billboard 1994 – Artista femminile dell'anno
- BRAVO Otto – Gold Otto come Miglior artista femminile
- MTV Europe Music Awards 1994 – Miglior artista femminile
- Rockefeller Center Award 1994 per aver venduto oltre 35 milioni di copie di Music Box; Per aver venduto mondialmente 55 milioni di dischi dal 1990 al 1994
- Smash Hits Award 1994 – Miglior cantautrice solista femminile
- American Music Award 1995 – Miglior artista Pop/Rock femminile
- Archer Awards 1995 – Miglior artista, Miglior album (Daydream), Miglior singolo (Fantasy), Miglior cantautrice donna
- Blockbuster 1995 – Miglior artista Pop femminile
- World Music Award 1995 – Artista Pop dell'anno, Artista USA dell'anno e Artista internazionale dell'anno
- American Music Award 1996 – Miglior artista Pop/Rock femminile, Miglior artista Soul/R&B femminile
- Billboard 1996 – Miglior artista con singoli tra i primi 100, Premio speciale per 16 settimane al numero 1 in classifica (One Sweet Day), Miglior singolo in radio (Always Be My Baby)
- Disco d'oro 1996 in Giappone
- Blockbuster 1997 – Miglior artista femminile
- VH1 1997 – Artista dell'anno
- American Music Award 1998 – Miglior artista Soul/R&B femminile
- Billboard 1998 – Premio speciale per il maggior numero di singoli al primo posto in classifica
- Billboard 1999 – Artista del decennio
- Blockbuster 1999 – Miglior artista Pop femminile
- Broadcast Film Critics Association Award – Miglior canzone tratta da un film (When You Believe)
- Premi Oscar 1999 – Miglior canzone originale (When You Believe)
- American Music Award 2000 – Premio speciale per riconoscimenti rari, straordinari e memorabili
- BMI 2001 – Miglior compositrice Urban (Thank God I Found You)
- Recording Industry Association of America 2003 – Blue Diamond Award per le oltre 100 certificazioni nella sua carriera, tra dischi d'oro, platino e multiplatino
- World Music Award 2003 – Premio di Diamante Chopard
- MTV Asia Award 2004 – Miglior carriera
- Billboard 2005 – Artista femminile dell'anno, Artista femminile Hip Hop/R&B dell'anno
- Radio Music Awards 2005 – Artista dell'anno/Migliori Brani Urban/Ritmici
- ASCAP Awards 2006 – Canzone dell'anno (We Belong Together) (insieme a Boulevard of Broken Dreams dei Green Day)
- American Music Awards 2008 – Premio per i 18 singoli al numero 1 per più settimane sulla Billboard Hot 100
- BET Awards 2008 – Miglior video Touch My Body
- Virgin Media Records 2009 – Album dell'anno (E=MC²)
- Palm Springs International Film Festival 2009 – Miglior attrice non protagonista in Precious
- People's Choice Awards 2010 – Miglior artista R&B
- Capri Hollywood Award - Miglior attrice non protagonista in “Precious”
- Breaktrough Performance Actress Award -miglior attrice non protagonista in Precious
- Grammy Global Impact Award 2024 - Icona di Impatto Globale
- Iheart Radio Music Award 2025- vincitrice
- Bet Ultimate Icon Award 2025 - vincitrice

## Successi e record principali
- Nel 1999, Mariah ha ricevuto il premio come "Artista del Decennio" ai Billboard Music Award, che la incorona l'artista di maggior successo degli anni novanta.
- Mariah ha ricevuto il "Legend World Music Award" nel 1998 per le vendite dei suoi dischi.[461]
- Mariah è l'artista che detiene il record di più anni consecutivi con un singolo al numero 1 nelle classifiche mondiali; è l'unica artista ad avere avuto almeno un singolo al numero 1 nelle classifiche mondiali per ogni anno degli anni novanta.[462]
- Mariah è l'unica artista ad avere avuto ogni singolo di esordio da ogni suo album al vertice delle classifiche negli anni novanta. La sua serie positiva è stata interrotta nel 2001 quando Loverboy, il primo singolo da Glitter, raggiunse la numero 2.[462]
- Mariah è stata la prima artista femminile ad aver avuto un singolo a esordire alla posizione numero 1 (Fantasy).
- Mariah è la prima (e unica) artista ad avere ottenuto la prima posizione con i suoi primi singoli (Vision of Love, Love Takes Time, Someday, I Don't Wanna Cry e Emotions).
- Mariah è l'unica artista della storia ad aver avuto nelle stessa settimana un singolo alla numero 1 e uno alla numero 2: i singoli in questione sono We Belong Together e Shake It Off.[463]
- Mariah è una dei tre artisti (l'unica donna) ad aver ricevuto un American Music Award per Meriti Speciali (gli altri due sono Michael Jackson e Prince).[461]
- Mariah è l'unica artista femminile ad aver ottenuto nove album consecutivi certificati dalla RIAA per aver venduto almeno 3 milioni di copie.
- Il video di Heartbreaker è costato 2,5 milioni di dollari ed è l'ottavo più costoso nella storia.[464]
- Negli Stati Uniti, Mariah Carey, Adele, Madonna, Norah Jones, Britney Spears, Céline Dion, Whitney Houston, Shania Twain e le Dixie Chicks sono le uniche artiste donna premiate con dischi di Diamante (più di 10 milioni di copie vendute).
- Con soli 15 anni nell'industria musicale Mariah le seguenti certificazioni RIAA: album - 76 certificazioni (ad aprile 2005); singoli - 34 certificazioni (ad aprile 2005); totale: 110 certificazioni.[465]
- Certificazioni RIAA: 10 oro, 12 platino, 13 multi-platino, 5 diamante per gli album; 24 oro, 10 platino, 2 multi-platino per i singoli.
- Mariah Carey ha sei album al primo posto nella Billboard 200 (tre esordi al No. 1) Madonna (7), Janet Jackson (6) e Barbra Streisand (11).
- Mariah è la prima artista femminile ad aver vinto il Diamond Award ai World Music Awards. La stessa manifestazione ha proclamato Mariah la cantautrice ad aver venduto il maggior numero di dischi negli anni novanta. Mariah detiene anche il record per aver ricevuto il maggior numero dei World Music Award (19).[461]
- Il brano I Want To Know What Love Is è rimasta alla numero uno della classifica brasiliana per 27 settimane.[466]
- Con l'arrivo di All I Want For Christmas Is You in cima alla Billboard Hot 100, ha esteso il suo record di 19 numero uno nella classifica, più di qualsiasi altro artista solista.

## Opere letterarie
- Mariah Carey e Michaela Angela Davis, La Principessa del Natale [The Christmas Princess], collana Albi illustrati, illustrazioni di Fuuji Takashi, Ape Junior, 2022.
- (EN) Mariah Carey, The Meaning of Mariah Carey, Pan Macmillan, 2021.

## Profumi
- 2007 – M
- 2008 – M by Mariah Carey Gold Deluxe Edition
- 2008 – Luscious Pink
- 2009 – M Ultra Pink
- 2009 – Luscious Pink Deluxe Edition Parfum
- 2009 – Forever
- 2010 – Lollipop Bling Honey
- 2010 – Lollipop Bling Mine Again
- 2010 – Lollipop Bling Ribbon
- 2011 – Lollipop Bling that Chick
- 2011 – Lollipop Splash Inseparable
- 2011 – Lollipop Splash Never Forget You
- 2011 – Lollipop Splash Vision of Love